# Jovan Kirovski
Jovan Kirovski, né le 18 mars 1976 à Escondido, est un joueur américain de soccer ayant joué au poste d'attaquant.

## Palmarès
- Vainqueur de la Ligue des champions de l'UEFA en 1997 avec le Borussia Dortmund
- Vainqueur de la Coupe intercontinentale en 1997 avec le Borussia Dortmund
- Vainqueur du Supporters' Shield en 2010 et 2011 avec le Galaxy de Los Angeles
- Vainqueur de la Coupe MLS en 2005 et 2011 avec le Galaxy de Los Angeles